# Illusion in Moll
Illusion in Moll ist ein deutscher Spielfilm aus dem Jahr 1952 von Rudolf Jugert mit Hildegard Knef, Sybille Schmitz, Hardy Krüger und Nadja Tiller in den Hauptrollen.

## Handlung
Lange Zeit war die Hotelinhaberin Maria Alsbacher an einen deutlich älteren und zuletzt kränkelnden Ehemann gebunden. Sein Tod ist so etwas wie eine Befreiung für sie, und Maria ist offen für ein neues Glück. Dies glaubt sie in Monsieur Gidou, dem Kapellmeister und Sänger in ihrem Etablissement, gefunden zu haben. Doch diese Beziehung entfremdet Maria von ihren beiden Kindern Paul und Dorothy. Besonders ihr Sohn kann sich nicht damit abfinden, dass seine Mutter diesen Mann in absehbarer Zeit heiraten möchte. Gidou gilt als Windhund, der es nur auf Marias Geld abgesehen hat. Pauls Jugendfreundin Lydia Bauer, die seit geraumer Zeit schwer erkrankt ist, beweist ihm gegenüber ihre Liebe und unverbrüchliche Treue, in dem sie ihren guten Ruf aufs Spiel setzt und sich mit vollem Körpereinsatz mit dem windigen Bandleader einlässt, um Maria die Augen zu öffnen.
Maria soll sie und ihren Zukünftigen in voller Absicht bei einem gemeinsamen, intimen Rendezvous in flagrant ertappen. Tatsächlich gelingt dieser Plan, und Gidou ist schlagartig Geschichte. Paul weiß nun, was er an der treuen, aufopferungswilligen Jugendfreundin hat. Maria hingegen hat spät, aber nicht zu spät, erkannt, mit wem sie beinah die Ringe getauscht hätte und findet auf diese Weise zu ihren Kindern zurück. Um eine Illusion ärmer und wieder allein, resigniert Maria schließlich, während Sohn Paul seine Lebensaufgabe darin sieht, Lydia die letzten Wochen in ihrem Leben so angenehm wie möglich zu gestalten.

## Produktionsnotizen
Der in den Münchner Bavaria-Filmstudios sowie in Velden am Wörthersee und in München-Au (Außenaufnahmen) gedrehte Film Illusion in Moll erlebte seine Uraufführung am 18. Dezember 1952 im Münchner Karlstor-Kino. Berliner Premiere war am 31. Januar 1953.
Die Produktionsleitung hatte Hermann Höhen, die Aufnahmeleitung Dixie Sensburg und Willy Egger. Die Filmbauten entwarf Ludwig Reiber. Drehbuchautor Fritz Rotter lieferte auch die Liedtexte. Charlotte Flemming stellte die Kostüme zusammen, Fred Adlmüller entwarf die Kostüme für Hildegard Knef.

## Kritiken
„(Gelobt wird die) atmosphärische Gepflegtheit und Sicherheit, mit der hier Regisseur Rudolf Jugert, Kameramann Václav Vích und die sehr exakt arbeitenden Schauspieler zu einem Team wurden (…) Faszinierend aber ist die erregend arbeitende und die Gesichter abtastende intensive und malende Kamera.“

Paimann’s Filmlisten resümierte: „Daß diese Handlung erst nach Schilderung der seelischen Verfassung ihrer Gestalten gewidmeten, langen Auftakt dramatische Ballung erfährt, macht die subtile Kleinarbeit von Regie, Filmbildner und Darstellerischem wett, wo die Schmitz noch und die Knef schon ihren Rang im deutschen Film beweist.“

„Unglaubwürdiges, melancholisches Gesellschaftsdrama auf Illustriertenniveau.“